# Кривенко Олег Миколайович
Олег Миколайович Кривенко (нар. 25 квітня 1965) — радянський та український футболіст, захисник, півзахисник, протягом короткого пеіоду — тренер.

## Клубна кар'єра
Вихованець клубу «Дніпро-75». Дорослу футбольну кар'єру розпочав у 1983 році у дніпропетровському «Дніпрі». у 1985 році став гравцем нікопольського «Металурга». 1986 року захищав кольори запорізького «Торпедо». У 1987 році став гравцем потавської «Ворскли», кольори якого захищав майже до завершення кар'єри гравця. Після розпаду СРСР залишився в полтавському клубі. Дебютував у кубку України 16 лютого 1992 року в 1/32 фіналу проти чернігівської «Десни». Олег вийшов у стартовому складі та відіграв уесь матч. У першій лізі в футболці полтавського клубу дебютував 14 березня 1992 року в програному (0:3) виїзному поєдинку 1-го туру підгрупи 1 проти нікопольського «Металурга». Кривенко вийшов у стартовому складі та відіграв увесь матч. Дебютним голом у чемпіонатах України відзначився 31 березня 1992 року на 24-ій хвилині переможного (2:0) домашнього поєдинку 5-го туру підгрупи 2 проти очаківської «Артанії». Олег вийшов на поле в стартовому складі та відірав увесь матч. Протягом свого перебування в полтавському клубі в чемпіонатах України зіграв 311 матчів та відзначився 20-ма голами, ще 17 поєдинків провів у кубку України. У 1995 році на правах оренди виступав у кременчуцькому клубі «Кремені». Пізніше виступав у друголіговому клубі «Електрон» (Ромни). У 1999 році завершив кар'єру гравця.

## Кар'єра тренера
З 1 серпня 1991 року по 7 листопада 1991 входив до тренерського штабу полтавської «Ворскли».

## Досягнення
- Друга ліга чемпіонату СРСР, 6-та група
  -  Срібний призер (2): 1988

- Прем'єр-ліга
  -  Бронзовий призер (1): 1997